# B-one
B-one(비원)은 소울 이터로 유명한 오오쿠보 아츠시의 동명 만화이다. 월간 소년 강강에서 '한선의 뼈'라는 단편으로 시작해서 연재되었으며 2003년에 연재 중단. 총 4권 완결. 2007년에 드라마cd가 발매되었다. 한국에서는 절판되었으나 일본에서는 아직 발간 중이다.

## 스토리
'광골'이라 불리는 도화사 '쇼타로'는 TOY-KYO에서 상장을 찾아 여행하고 있는 '히노키 마나'라는 소녀와 만나 친구인 '에미네'를 찾아떠난다.

## 세계관 및 관련 용어
- 도화사